# Potomac (rijeka)
Potomac je rijeka u SAD-u, dužine 652 km koja se ulijeva u zaljev Chesapeake na obali Atlantskog oceana. Rijeka ima dva izvora. Sjeverna grana izvire kod Fairfax Stonea, na spoju okruga Grant, Tucker i Preston u saveznoj državi Zapadna Virginia. Južna grana izvire u blizini grada Hightown na sjeveru okruga Highland, savezna država Virginia. Dvije grane se spajaju u Potomac istočno od Green Springa u okrugu Hampshire, Zapadna Virginia.
Nakon što rijeka se spusti s platoa Piedmont na obalnu ravnicu na rijeku utječu plime, te se salinitet rijeke povećava kako se približava moru. Rijeka se širi u estuariji koji je na svome kraju između Point Lookouta (Maryland) i Smith Pointa (Virginia) širok 17 km.
Riječ "Potomac" je europsko pisanje naziva na jeziku Algonquian za pleme koje je bila dio konfederacije Powhatan, te nasljevalo područje u blizini Fredericksburgu (Virginia). Ponegdje se navodi da naziv znači otprilike "mjesto gdje ljudi trguju" (engl. "place where people trade") ili "mjesto gdje se donosi danak" (engl. "the place to which tribute is brought").
Lokalno stanovništvo je nazivalo dio rijeke iznad slapova Cohongarooton što se može prevesti kao "rijeka gusaka" (engl. "river of geese"), zbog obilja gusaka i labudova koji su obitavali u području.
Kroz vrijeme pisanje imena je pojednostvaljeno s "Patawomeke" (na karti Johna Smitha) do "Patowmack" u 18. stoljeću, dok je službeni naziv "Potomac" rijeci 1931. dodijelio "Odbor za zemljopisne nazive" (engl. "Board on Geographic Names"). 